# جون بروس هاريس
جون بروس هاريس هو سياسي كندي، ولد في 9 أبريل 1903، وتوفي في 1 أكتوبر 1983. انتخب عضو المجلس التشريعي من ساسكاتشوان.